# Rickard L Sjöberg
Rickard L Sjöberg, i folkbokföringen Johan Rickard Lage Sjöberg, född 13 september 1965, är en svensk läkare och forskare.

## Biografi
Efter examen på folkhögskola studerade Sjöberg psykologi mellan 1992 och 1995 vid Stockholms universitet. Han  disputerade för medicine doktorsexamen 2002 i Folkhälsovetenskap vid Karolinska institutet på en avhandling om barns vittnesmål och avlade läkarexamen 2003 även det vid Karolinska institutet. 
Han antogs som docent i medicinsk psykologi vid Medicinska fakulteten vid Uppsala universitet 2007. Sedan 2013 är han specialist i neurokirurgi och arbetar i den egenskapen vid Neurokirurgiska kliniken vid Norrlands universitetssjukhus med inriktning mot tumör och epilepsikirurgi. Han blev 2016 docent och överläkare i neurokirurgi vid Umeå universitet och Norrlands Universitetssjukhus. Sedan 2025 arbetar han som adjungerad professor och överläkare i neurokirurgi vid samma institutioner.

## Utbildning och forskning
Sjöbergs doktorsavhandling är en sammanläggningsavhandling med fem artiklar publicerade mellan 1995 och 2002, där frågan hur barn minns och berättar om stressfyllda händelser undersöks, dels experimentellt och dels med utgångspunkt i historiska och nutida rättsfall.
Efter disputationen vidgade han sitt forskningsintresse, till att även omfatta folkhälsovetenskapliga och neurovetenskapliga frågor. Som forskare vid Centrum för Klinisk Forskning vid Centrallasarettet i Västerås och Uppsala Universitet  och vid Laboratory for Neurogenetics vid NIAAA, National Institutes of Health, Maryland USA kom han under mitten av 00-talet bland annat att påbörja forskning om hur variation i specifika kandidatgener interagerar med hormoner och psykosocial stress för att påverka beteende hos människa och icke mänskliga primater. År 2007 blev Sjöberg knuten till Institutionen för  farmakologi och klinisk neurovetenskap vid Umeå Universitet (numera Institutionen för Klinisk Vetenskap) och arbetar idag i första hand med neurokirurgiska frågeställningar. Han kombinerar där sin forskning  med heltidsarbete som överläkare i neurokirurgi. Han har kliniskt särskilt intresserat sig för funktionsbevarande neurokirurgiska hjälptekniker som användning av funktionell magnetkamerateknik och vakenkraniotomier.
Sjöberg har vid sidan av sin minnespsykologiska forskning även engagerat sig i debatten om hur psykologisk kunskap tillämpas inom  sjukvård och rättsväsende. Han har i detta sammanhang bland annat deltagit i den amerikanska debatten om användning av tortyr under förhör. Detta med utgångspunkt från egen och andras forskning om de svenska häxprocesserna på 1600-talet och hur förutsättningar för förhör som då skedde bidrog till att skapa felaktiga vittnesutsagor.  Han är även känd som minnespsykologisk sakkunnig vid flera uppmärksammade svenska rättsfall.
Sjöberg bidrog som sakkunnig med kritik mot det vetenskapliga stödet för två av åtta morddomar, där Högsta domstolen senare beviljade resning för rättsärendet gällande Thomas Quick.
Han var den som tipsade media om det så kallade Kevinfallet.
Han anlitades även som sakkunnig i ett omskrivet fall där en pappa dömdes för sexuella övergrepp mot sin dotter av Göteborgs tingsrätt, efter att dottern återuppväckt minnen av detta under hypnosterapi. Sjöbergs vittnesmål bidrog till att fadern småningom frikändes efter förnyad prövning av Hovrätten för Västra Sverige.

## Utmärkelser
År 2017 utsågs Rickard L Sjöberg till Årets västerbottning av tidningen Västerbottens-Kurirens läsare för bland annat sitt agerande i Kevinfallet.